# Карликовая эллиптическая галактика
Ка́рликовые эллипти́ческие гала́ктики — разновидность эллиптических галактик, характеризующаяся низким значением светимости и размера. Обозначаются dE. Обычно входят в состав скоплений галактик или являются спутниками нормальных галактик.

## Открытие
Одна из ближайших карликовых эллиптических галактик, M 110, также известная как NGC 205, спутник Туманности Андромеды, была открыта Ш. Мессье в 1773 году и оставалась единственным представителем этого типа, пока В. Бааде в 1944 году не разрешил (разделил) на отдельные звёзды туманности NGC 185 и NGC 147, доказав, что они являются галактиками. Эти две карликовые эллиптические галактики также являются спутниками Туманности Андромеды. Позже, в 1950-х годах, было найдено множество подобных галактик в скоплениях Девы и Печи.
Самый яркий спутник Туманности Андромеды, M32, также зачастую причисляют к карликовым эллиптическим галактикам. Однако эта галактика достаточно яркая, чтобы можно было классифицировать её как нормальную эллиптическую галактику. Звёздная величина M32 лежит примерно на границе карликовых и нормальных галактик.

## Сравнение с гигантскими эллиптическими галактиками
Карликовые эллиптические галактики имеют абсолютную звёздную величину в полосе B в диапазоне от −18m до −14m, то есть они менее яркие, чем обычные эллиптические галактики. В то время как профиль поверхностной яркости эллиптических галактик хорошо описывается законом де Вокулёра, карликовые эллиптические галактики имеют экспоненциально спадающий профиль. Однако оба типа хорошо описываются более общим законом Серсика, создавая непрерывную зависимость индекса Серсика от светимости галактики, подтверждая, что гигантские и карликовые галактики принадлежат к одному виду галактик. Более тусклые карликовые сфероидальные галактики, по всей видимости, не вписываются в этот закон.
Основное население dE-галактик — старые звёзды, сильно обеднённые тяжёлыми элементами. Из таких же звёзд состоят шаровые скопления в нашей Галактике. Это указывает на то, что звездообразование в таких галактиках завершилось несколько миллиардов лет назад, так что тяжёлые элементы, продукт звёздной эволюции, не успели накопиться. С другой стороны, в галактиках NGC 205 и NGC 185 обнаружено небольшое количество голубых сверхгигантов — звёзд с очень коротким временем жизни (не более 108 лет). То есть в этих галактиках звездообразование если и закончилось, то совсем недавно.
Все голубые звёзды в NGC 185 локализованы в области размером менее 300 пк. Там же обнаружены облака холодного межзвёздного газа. Отношение массы газа к массе звёзд в этой галактике оценивается как 0,01%. Вероятно, вещество, сбрасываемое звёздами в процессе эволюции, в dE-галактиках успевает остыть, в то время как в «нормальных» эллиптических галактиках сброшенное вещество разогревается и покидает галактику.

## Две гипотезы происхождения
Карликовые эллиптические галактики могут быть реликтовыми объектами, сформировавшимися в самом начале эпохи формирования галактик. Согласно ΛCDM-модели, первыми сформировались небольшие объекты, состоящие из газа и темной материи, которые благодаря взаимному притяжению могли сливаться и образовывать более массивные объекты. Дальнейшее объединение таких протогалактик привело к созданию гигантских эллиптических и спиральных галактик. Если эта гипотеза верна, то современные карликовые галактики являются оставшимися незадействованными «кирпичиками» современных гигантских галактик.
Альтернативная гипотеза предполагает, что dE-галактики являются остатками маломассивных спиральных галактик, претерпевших многократные сближения с гигантскими галактиками в скоплениях галактик. В пользу этой гипотезы говорит то, что в ряде dE-галактик были обнаружены остатки спиральной структуры, которая может сохраниться от родительской галактики.